# Supercoppa lettone 2023 (pallavolo maschile)
La Supercoppa lettone 2023, 4ª edizione della Supercoppa nazionale maschile di pallavolo, si è svolta il 30 settembre 2023: al torneo hanno partecipato due squadre di club lettoni e la vittoria finale è andata per la prima volta all'Ezerzeme.

## Formula
La formula ha previsto una gara unica.

## Squadre partecipanti
| Squadra         | Qualificazione                    |
| --------------- | --------------------------------- |
| Ezerzeme        | Vincitrice Nacionālā Līga 2022-23 |
| RTU Robežsardze | Vincitrice Coppa di Lettonia 2022 |

## Torneo
| 30 settembre 2023 Daugavpils Olimpiskais centrs, Daugavpils Durata: 2h:06 - Spettatori: 470 | Ezerzeme | 3 - 2 | RTU Robežsardze | 23-25, 25-23, 25-18, 23-25, 15-11 |